# Stanfords naaldkreeftje
Het Stanfords naaldkreeftje (Sinelobus stanfordi) is een naaldkreeftjessoort uit de familie van de Tanaididae. De wetenschappelijke naam van de soort werd in 1901 voor het eerst geldig gepubliceerd door Harriet Richardson.

## Beschrijving
Volwassen exemplaren van Stanfords naaldkreeftje zijn 4 à 7 millimeter groot. Het heeft een uit 5 segmenten bestaand pleon (buik), waarbij de eerste twee segmenten 2 gebogen rijen lange, gevederde verticale setae hebben. Het derde segment heeft minder setae. Deze soort onderscheidt zich van andere naaldkreeftjes door het ontbreken van een terminale lob in het labium en minder breed cephalothorax (kopborststuk) bij de mannetjes. Vrouwtjes zijn meestal twee keer zo lang als mannetjes.

## Verspreiding
Het Stanfords naaldkreeftje is vermoedelijk al sinds de 16de eeuw wereldwijd verspreid, waardoor het oorsprongsgebied van deze soort moeilijk te achterhalen is. Dit naaldkreeftje bewoont slibbuisjes die vastgehecht zijn aan harde, veelal kunstmatig substraten in het brak water van havens en estuaria. De verspreiding van het diertje gebeurde vermoedelijk via scheepvaart: het kreeftje kon zich vasthechtten aan scheepsrompen of kon verzeild raken in het ballastwater van schepen. 